# Tipulamima ivondro
Tipulamima ivondro là một loài bướm đêm thuộc họ Sesiidae. Nó được biết đến ở Madagascar.